# Bruno Knockaert
Bruno Knockaert, né le 1er juin 1954 à Seclin (Nord), est un footballeur français.

## Biographie
Ce joueur débute à Lille puis est formé à Valenciennes. Il est avant-centre mais peut jouer à tous les postes. Il termine sa carrière à l'US Boulogne-sur-Mer.

## Carrière de joueur
- 1971-1972 :  Lille OSC
- 1972-1977 :  US Valenciennes Anzin
- 1976-1977 :  FC Sète (prêt) (Division 2)
- 1977-1978 :  US Boulogne (Division 2)
- 1978-1981 :  Paris FC (Division 1 et Division 2)
- 1978-1979 :  FC Mulhouse (prêt) (Division 2)
- 1981-1982 :  Sporting Club Abbeville (Division 2)
- 1982-1983 :  Le Touquet AC (Division 3)
- 1983-1986 :  US Boulogne (Division 4)[1]

## Palmarès
- Vice-Champion de France D2 en 1975 avec l'US Valenciennes Anzin

## Distinction
- Meilleur buteur de la Coupe de France en 1980  avec le Paris FC (8 buts)